# Ardhito Pramono
Ardhito Rifqi Pramono (ur. 22 maja 1995 w Dżakarcie) – indonezyjski muzyk i aktor.

## Życiorys

### Kariera
Ukończył studia filmowe w JMC Academy. W trakcie studiów zaczął tworzyć własne piosenki, a następnie je nagrywać (od 2014 r.). Swoje utwory publikował na platformach cyfrowych takich jak Myspace i SoundCloud, aż w końcu rozpoczął działalność w serwisie YouTube.
Po raz pierwszy pojawił się w serwisie YouTube w 2013 r., kiedy to nagrywał covery piosenek AJ Rafaela, na przykład „She Was Mine”. Po ukończeniu studiów w 2014 r. zaczął zyskiwać popularność, jego pierwszy singiel był zatytułowany „I Placed My Heart”, a kolejny „What Do You Feel About Me” stał się jedną z najchętniej słuchanych piosenek na YouTube. W styczniu 2022 r. artysta został aresztowany w swoim domu pod zarzutem stosowania marihuany, za co według indonezyjskiego prawa groziło mu do czterech lat więzienia. Po opublikowaniu publicznych przeprosin i półrocznym odwyku, wrócił do życia publicznego w czerwcu i miesiąc później wydał swój pierwszy album w całości po indonezyjsku zatytułowany Wijayakusuma. Nazwa ta odnosi się do kwiatu, który według jawajskiej mitologii ma przywracać zmarłych do życia.

### Nagrody i wyróżnienia
W 2018 r. otrzymał nominację do AMI (Anugerah Musik Indonesia) za utwór „Fake Optics” (kategorie: najlepsze dzieło produkcyjne i najlepszy wokalny artysta jazzowy). W 2019 r. był nominowany do AMI w kategoriach najlepsze dzieło produkcyjne (folk/country/ballada) (za utwór „Cigarettes of Ours”), najlepszy popowy artysta solowy (za utwór „Bitterlove”) i najlepszy wokalny artysta jazzowy (za utwór „Superstar”). W 2020 r. otrzymał AMI w kategorii najlepszy współczesny artysta jazzowy (za utwór „Fine Today”). W 2021 r. otrzymał 5 nominacji do AMI.
W 2020 r. zagrał główną rolę w filmie Nanti Kita Cerita Tentang Hari Ini, dzięki której został laureatem Indonesian Movie Actors Awards w kategorii najlepszy aktor debiutujący. Wystąpił w serialu internetowym Cerita tentang Menyudahi.

### Życie prywatne
Ardhito od 2019 jest żonaty z indonezyjską modelką Jeanettą Sanfadelią i mają córkę Asmarę. W 2023 artysta ogłosił separację.

## Dyskografia
Źródła: .
Minialbumy
- 2017: Ardhito Pramono
- 2017: Playlist, Vol. 2
- 2019: A letter to my 17 year old
- 2020: Craziest thing happened in my backyard

Albumy studyjne
- 2021: Semar & Pasukan Monyet
- 2022: Wijayakusuma